# Lizena
Lizena – tudi imenovana pilastrski trak – je arhitekturni izraz za ozek, nizek relief, navpični navidezni steber na steni. Spominja na pilaster, a nima baze ali kapitela.

## Funkcija
Lizena se uporablja v arhitekturi za optično razdelitev fasade ali druge zidne ploskve, vendar - v nasprotju s pilastri - brez baze in kapitelov. Njihova funkcija je okrasna. Ne samo za dekoriranje enostavne površine stene, znani so primeri vogalnih lizen, ki poudarijo robove stavbe.

## Galerija
- Lizene in konzole na steni kapele
- Lizene na Mauzoleju Galla Placidia v Raveni (okoli leta 430)
- Lizena na zvoniku cerkve St. Cyriakus, Gernrode (pred letom 1000)
- Lizene na opatijski cerkvi Maria Laach (1156)

- Moderna in post-moderna
- Robin Hood Gardens, London – oblika lizene na nosilni steni v slogu Plattenbau
- Lizene na Chile House, Hamburg